# レッドネックス
レッドネックスはスウェーデンの音楽グループで、元々はリードシンガーのマリー・ジョー（Annika Ljungberg)と、ボビー・スー（Kent Olander）、ケン・タッキー（Arne Arstrand）、ビリー・レイ（Jonas Nilsson）、マップ（Patrick Edenberg）で構成されています。このグループは、「コットンアイジョー」、「オールドポップインオーク」、「スピリットオブザホーク」、「ウィッシュユーワーヒア」などのノベルティヒットで1990年代を通じて成功を収めました。 Pat Reiniz（Patrick Edenberg）がバンドのプロデューサーを務めています。

## ディスコグラフィー

### アルバムとシングル
- コットンアイジョー - Cotton Eye Joe (1994)
- オールドポップインオーク- Old Pop In An Oak (1995)
- ウィッシュユーアーヒア- Wish You Were Here (1995)
- セックス＆バイオリン - Sex & Violins（1995）
- ザウェイアイメイト- The Way I Mate (1999)
- ザスピリットオブザホーク - The Spirit Of The Hawk (2000)
- ファームアウト - Farm Out（2000）
- The Best Of The West（2002）
- ダブルズオンザルース - Devil‘s On The Loose (2010)
- ジエンド - The End (2012)
- レイシング - Racing (2012)
- イニットフォーザマニー - Innit For The Money (2016)
- メンリーメン - Manly Man (2018)
- グレドレグスジャグ - Glad Rags Jug (2022)